# 丁振
丁振，辽朝官员，官至西上閤門使、武信軍節度使、封蘭陵郡王。
辽圣宗统和二十二年（1004年，《辽史》记载为统和二十一年），西夏李繼遷死后，其子德昭遣使來告知辽朝。六月，辽国贈繼遷为尚書令，派遣西上閤門使丁振前去弔慰。統和二十二年十二月初九，宋朝派遣李繼昌請和，以太后萧绰為叔母，願歲輸銀十萬兩，絹二十萬匹。辽圣宗同意，即派遣閤門使丁振持国書到宋朝報聘。太平三年（1023年）二月，辽圣宗以丁振為武信軍節度使，改封蘭陵郡王。